# Chartocythere
Chartocythere is een geslacht van kreeftachtigen uit de klasse van de Ostracoda (mosselkreeftjes).

## Soorten
- Chartocythere arenicola (Hartmann, 1964) Krstic & Mckenzie, 1991
- Chartocythere camelii (Livental, 1940) Krstic & Mckenzie, 1991
- Chartocythere franzi Krstic, 1991 †
- Chartocythere inflata (Schneider, 1939) Krstic & Mckenzie, 1991 †
- Chartocythere intermedia (Bonaduce, Russo & Barra, 1990) Krstic & McKenzie, 1991 †
- Chartocythere longissima (Mehes, 1908) Krstic & Mckenzie, 1991 †
- Chartocythere macrostigma (Jiricek, 1985) Krstic & Mckenzie, 1991
- Chartocythere mira (Gramm, 1964) Krstic & Mckenzie, 1991
- Chartocythere praeapatoica (Agalarova, 1961) Krstic & Mckenzie, 1991
- Chartocythere sarmatica (Jiricek, 1974) Krstic & Mckenzie, 1991 †
- Chartocythere sublaevis (Reuss, 1850) Krstic & Mckenzie, 1991 †
- Chartocythere tenuipunctata (Mehes, 1908) Krstic & Mckenzie, 1991 †
- Chartocythere tramontanoi (Bonaduce, Russo & Barra, 1990) Krstic & McKenzie, 1991 †